# Спрова
Спрова (пол. Sprowa) — село в Польщі, у гміні Слупія Єнджейовського повіту Свентокшиського воєводства.
Населення — 322 особи (2011).
У 1975—1998 роках село належало до Келецького воєводства.

## Демографія
Демографічна структура на день 31 березня 2011 року:
|          | Загалом | Допрацездатний вік | Працездатний вік | Постпрацездатний вік |
| -------- | ------- | ------------------ | ---------------- | -------------------- |
| Чоловіки | 165     | 39                 | 104              | 22                   |
| Жінки    | 157     | 35                 | 79               | 43                   |
| Разом    | 322     | 74                 | 183              | 65                   |